# Cerkiew Narodzenia Przenajświętszej Bogurodzicy w Trokach
Cerkiew Narodzenia Przenajświętszej Bogurodzicy – cerkiew prawosławna w Trokach, wybudowana w 1863. Siedziba parafii w dekanacie wileńskim okręgowym eparchii wileńskiej i litewskiej Rosyjskiego Kościoła Prawosławnego. 

## Historia
Cerkiew została wybudowana dla istniejącej od połowy XIX wieku społeczności prawosławnej w Trokach, ze wsparciem finansowym Świętego Synodu oraz za pieniądze z dobrowolnej zbiórki. W czasie I wojny światowej została poważnie uszkodzona i do 1938, kiedy obiekt został wyremontowany, nabożeństwa odbywały się w kaplicach domowych. 
W 1945 parafia w Trokach liczyła ok. 800 wiernych. 

## Architektura
Cerkiew wzniesiona jest z kamienia, z jedną wieżą usytuowaną nad prezbiterium, zwieńczoną niewielką cebulastą kopułą z krzyżem. Podobnie skonstruowana dzwonnica położona jest nad przedsionkiem. Z zewnątrz cerkiew jest malowana na biało i jasnobrązowo, skromnie zdobiona motywami oślich grzbietów poniżej kopuł. Okna w obiekcie są półkoliste. 
We wnętrzu zachowany trzyrzędowy ikonostas z 1938 oraz niewielkie ołtarze boczne.